# Der Fall Böse
Der Fall Böse war eine Hamburger Hip-Hop-Rockband. Die Band aus Hamburg-St. Pauli spielt eine Mischung aus Rock, deutschem Sprechgesang, Blues, verstärkt durch einen Bläsersatz.

## Geschichte
Der Name geht auf den 1996 gedrehten Low-Budget-Film Der Fall Böse mit einem Privatdetektiv Joachim Böse zurück. Der Film wurde von der damals noch unbenannten 7-köpfigen Band vertont. Die Band tourte bereits in Australien, wo auch ein Film gedreht wurde. Sie tourte auch mit Michy Reincke, Jan Plewka oder Reaktor. 2010 tourte die Band durch Mexiko. Zudem stammt der Vorspann der SAT.1-Serie DeichTV von Der Fall Böse. Auch am Soundtrack des Films Süperseks war die Band beteiligt.
2016 erschien das siebte Studioalbum Phönix Baby!
Im Sommer 2013 war Der Fall Böse als Vorband bei zwei Konzerten der Tournee der Ärzte zu hören.

## Stil
Die Band wird auch im Buch Rock ’n’ Roots ausführlich beschrieben. Autor Jürgen Rau bezeichnet den Stil von Der Fall Böse als „individuellen Crossover aus Jazz, HipHop, Rock, Soul und Funk“ und bescheinigt der Band eine „extrem tanzbare Live-Performance“.

## Diskografie
Alben
- Phönix Baby!, Off Ya Tree Records 2016[4]
- Die ganze Nacht, Rodrec 2012[5]
- Böse Down Under Soundtrack, Rintintin Music 2010[5]
- Treibstoff, Rintintin Music 2008[5]
- Hochverrat, Rintintin Music 2005[5]
- Sachenmacher, Bastard Records 2002[5]
- Viva dieser Tag, Bastard Records 2000[5]
- Der Fall Böse, 1998[5]

## Filme
- Böse Down Under, 2010
- Der Fall Böse, 1998 (Cameo als Autogrammjäger: Campino)